# Pampusana
Pampusana és un gènere d'ocells de la família dels colúmbids (Columbidae ) que habita diferents illes del Pacífic.

## Sistemàtica i extincions
Antigament, aquesta espècie es trobava inclosa en el gènere Gallicolumba i més tard a Alopecoenas (Sharpe, 1899), però l'any 2019 el nom del gènere es va canviar a Pampusana (Bonaparte, 1855), ja que aquest nom té prioritat. Pampusana es podria classificar com una subfamília (molt petita), però les dades disponibles suggereixen que és millor considerar-les com a part d'una radiació basal de Columbidae que consisteix en molts llinatges petits i sovint estranys; per exemple, Goura i Otidiphaps que són ecològicament convergents amb Gal·liformes, i potser fins i tot els ràfids (Raphinae). Actualment hi ha deu espècies de Pampusana existents. Dels gèneres més nombrosos de Columbidae, Pampusana és el més afectat per l'extinció: tres espècies han desaparegut des del segle XVIII, i la majoria de les restants estan disminuint en nombre, estan amenaçades d'extinció o han perdut subespècies a causa de la destrucció de l'hàbitat, les espècies invasores o la caça excessiva. A més, hi ha diverses espècies que mai es van estudiar vives però que es coneixen a partir d'ossos subfòssils. Aquests es van extingir durant la prehistòria de la regió del Pacífic Sud (aprox. 13000 aC - 1400 aC).
Els ossos de Pampusana són prou diferents per reconèixer normalment aquest gènere amb facilitat. Tot i això, l'afiliació evolutiva de les espècies extintes sovint és incerta. Un nombre considerable de tàxons polinesis ara extints i clarament diferents habitaven la zona on s'haurien trobat el llinatge de colom de Jobi o el de les Tuamotu (P. jobiensis, P. erythroptera) i l'expansió melanesiana que va provocar P. sanctaecrucis i P. stairi (i possiblement P. rubescens). Aquestes coloms terrestres es van eliminar de Gallicolumba (que no era monofilètica) i es van reassignar aquí.

## Taxonomia
Considerades tradicionalment part del gènere Gallicolumba, van ser reubicades arran diversos estudis del principis del present segle
Aquest gènere està format per deu espècies vives i tres d'extintes:
- colom de Wetar (Pampusana hoedtii).
- colom de Jobi (Pampusana jobiensis).
- colom de les Carolines (Pampusana kubaryi).
- colom de les Tuamotu (Pampusana erythroptera).
- colom de les Marianes (Pampusana xanthonura).
- colom de les Fiji (Pampusana stairi).
- colom de les Santa Cruz (Pampusana sanctaecrucis).
- colom de les Marqueses (Pampusana rubescens).
- colom de Beccari (Pampusana beccarii).
- colom de les Palau (Pampusana canifrons).

Espècies extintes:
- †Pampusana norfolkensis - (aprox.1800).

- †colom de Tanna (Pampusana ferruginea) - (finals segle 18 principis 19).
- †colom de les Salomó (Pampusana salamonis). - (mitjans segle 20).